# 諏訪神社 (南アルプス市曲輪田)
諏訪神社（すわじんじゃ）は山梨県南アルプス市の山沿いの集落である曲輪田（くるわだ）に鎮座する神社である。旧社格は郷社。

## 祭神
武御名方命、大己貴命、少彦名命を祀る。

## 由緒
『甲斐国志』によると、慶安年中（17世紀中半）に徳川家光から朱印社領2石2斗余り、社地940坪を与えられたという。
1873年（明治6年）郷社に列す。現在、境内地の一部は農村公園として整備されており、夏には夏祭りで賑わいをみせる。

## 境内社
- 琴平神社
- 三峯社
- 八幡社
- 蠶影（こかげ）神社 - 蚕神信仰、養蚕業の影響か[要出典]。

## 文化財
（括弧内は指定の種別と年月日）
山梨県指定文化財
- 神像（彫刻、1965年（昭和40年）5月13日）

室町時代の特色をよく具えた衣冠束帯姿の簡素な像で、1409年（応永16年）の本殿造替時に奉納されたもの。「信心大施主藤原吉光与四郎敬白（略）」の墨書がある
南アルプス市指定文化財
- エドヒガン（天然記念物、1987年（昭和62年）12月1日）

境内西方に立つ、目通り幹囲2.8メートル、樹高15メートル、枝張りは東西16メートルに及ぶ桜（江戸彼岸）で、早春に淡紅色の花を咲かせる。地域では「ヒガンザクラ」と呼ばれ、境内東に立つ紅葉と共に農作業の目安としても親しまれている。

## ギャラリー

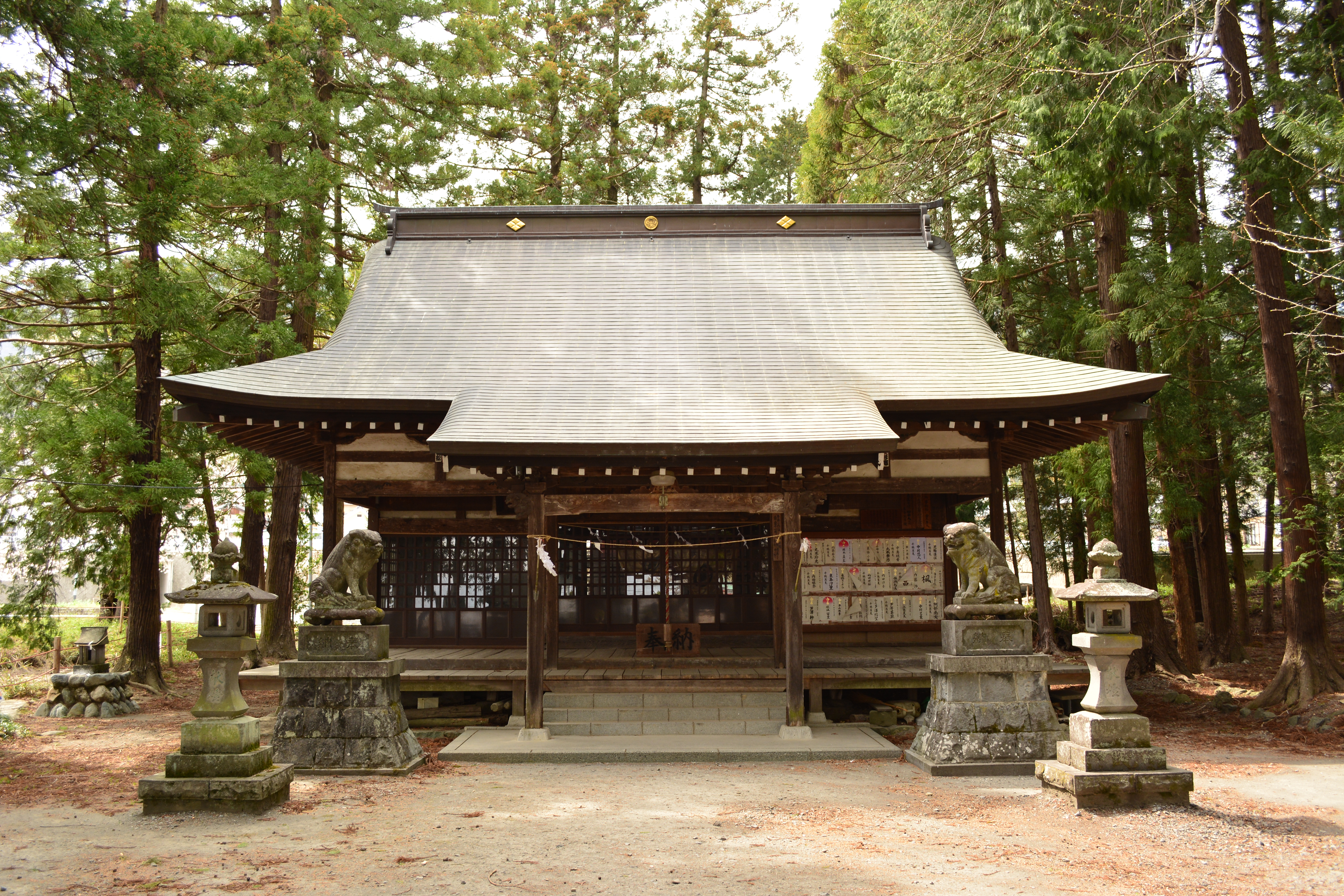
拝殿
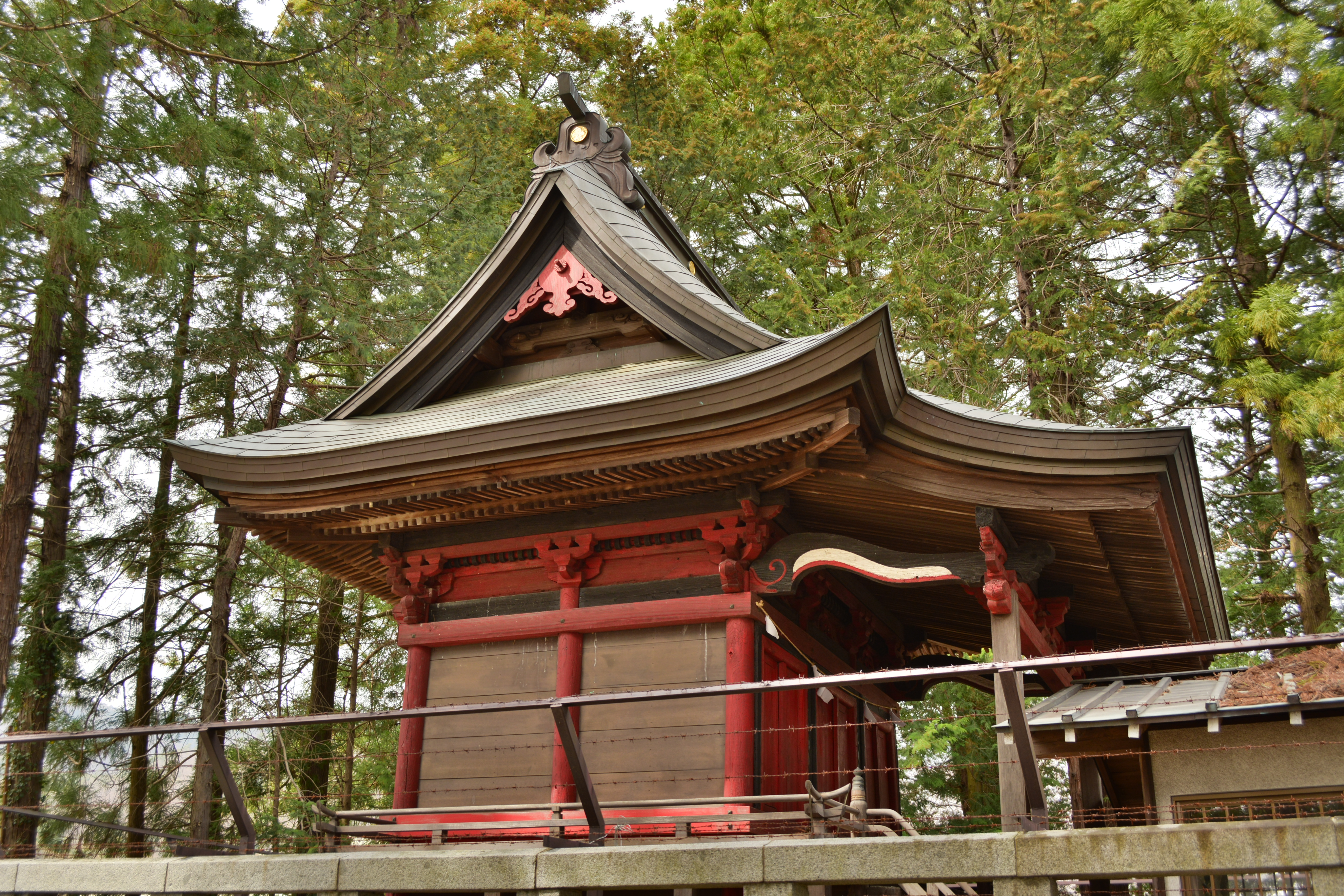
本殿
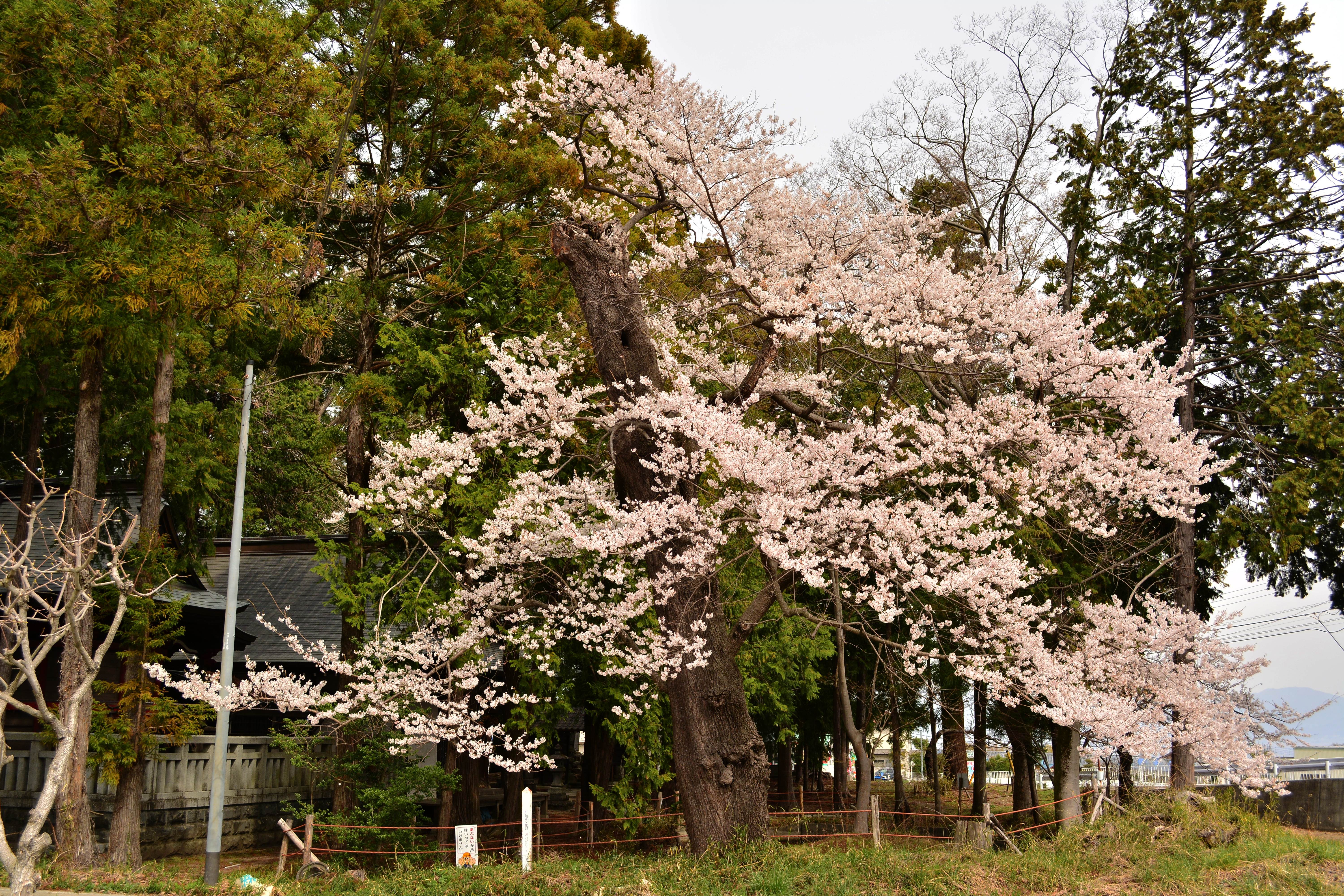
エドヒガンザクラ(2013年3月撮影)